# 拾翠亭
拾翠亭（しゅうすいてい）は、京都府京都市上京区の京都御苑内にある茶室である。江戸時代後期に、五摂家の一つであった九条家の茶会や歌会などに用いる別邸として建てられた。九条家の屋敷建物で、唯一現存する建物である。

## 概要

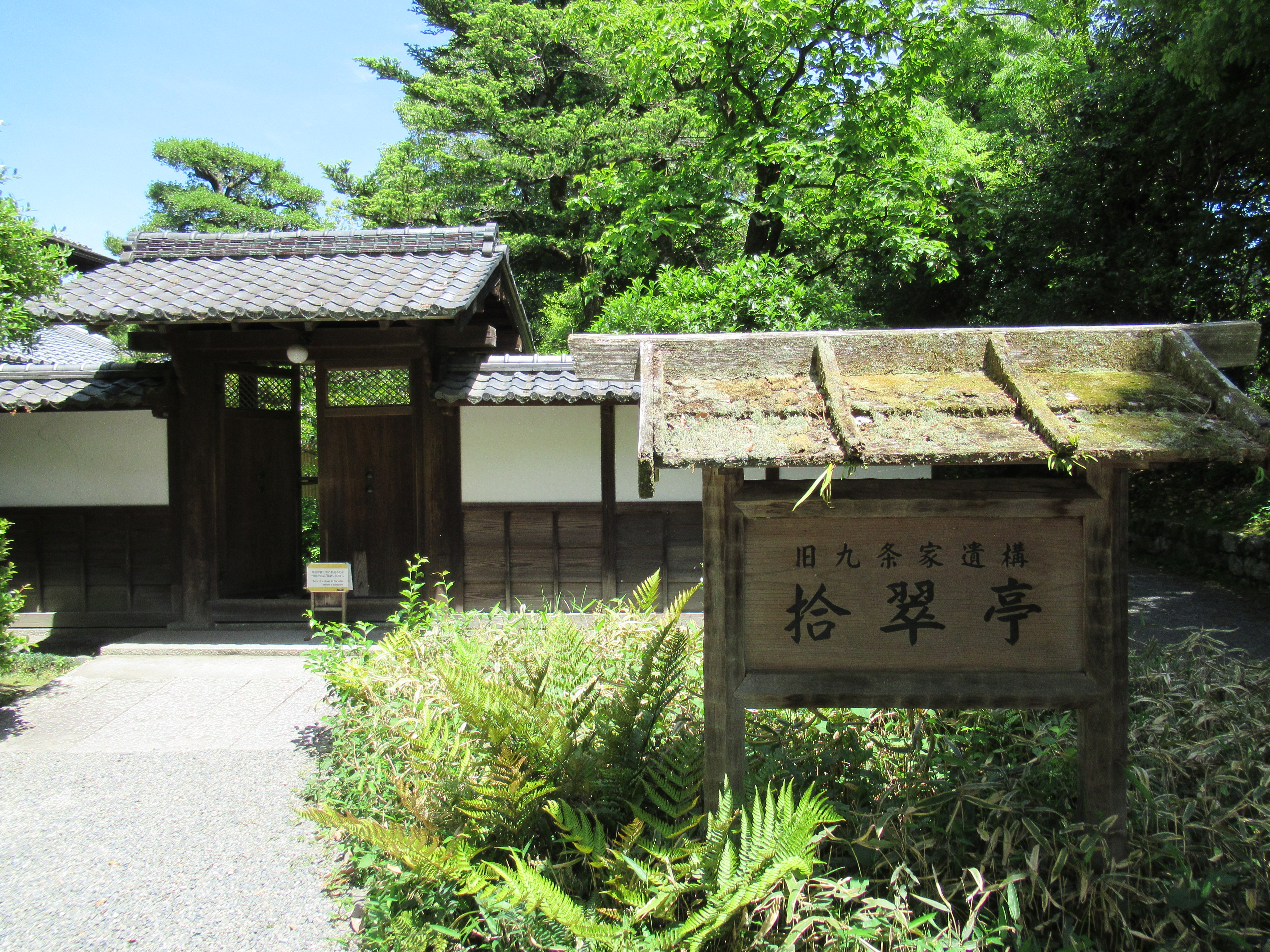
九条邸遺構の拾翠亭の正面戸口

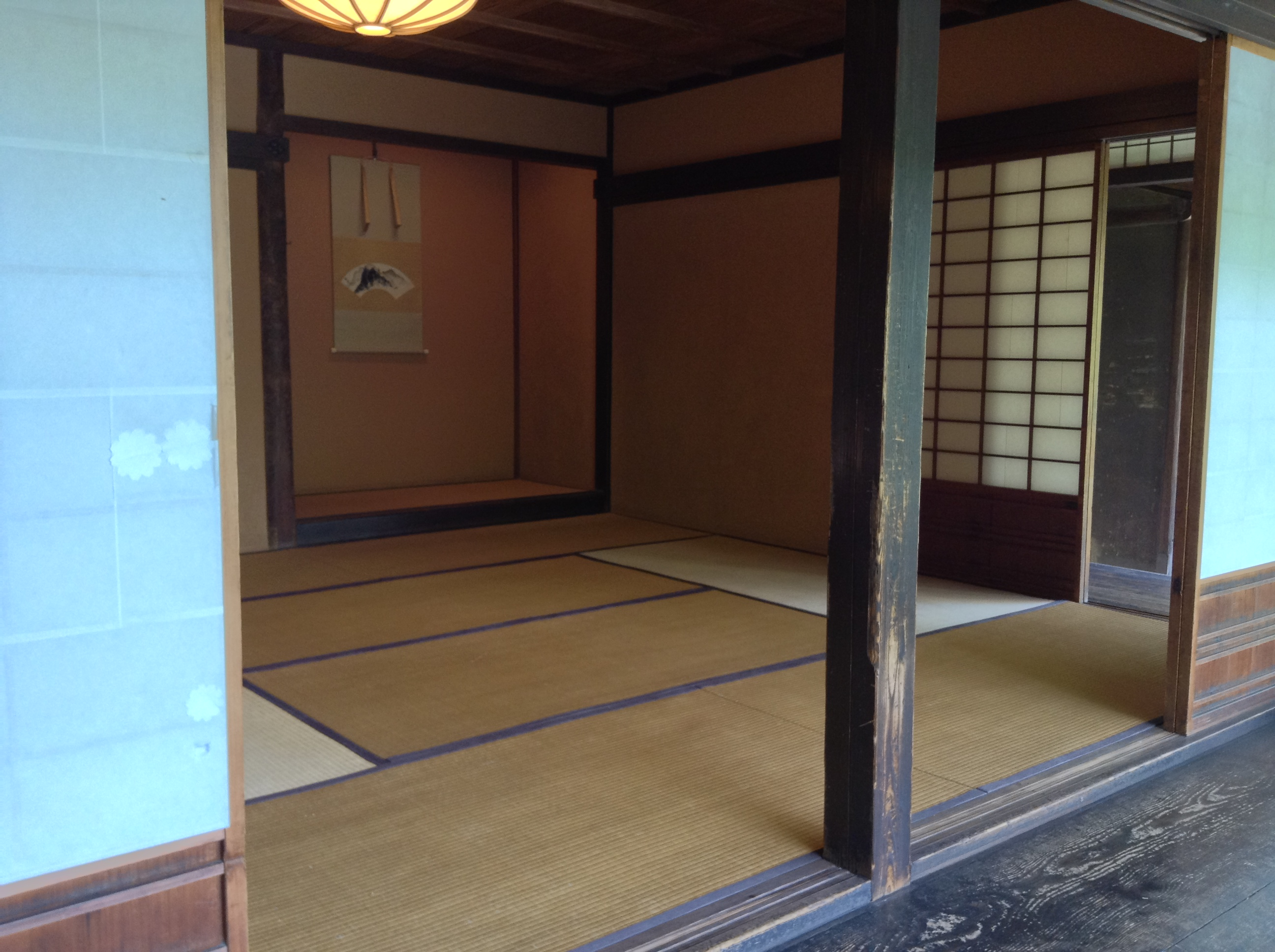
拾翠亭の主屋内部

江戸時代後期の寛政年間（1789年 - 1801年）に、五摂家の一つであった九条家の屋敷内に茶会や歌会用の別邸として建てられた。
拾翠とは「翠（みどり=緑→緑の草花）を拾い集める」との意味で、平安時代の貴族が新春に草花を摘んだ風習に由来する言葉とされる。また近接する九條池に生息していた「翠（かわせみ）」にも因んで名付けられたともされる。
木造、瓦葺、一部柿葺、2階建ての数寄屋風書院造りで、建築面積は103.4平方メートル、1階に玄関・控えの間（7畳半）・広間（10畳、茶室として使用可能）・小間（茶室3畳中板）・広縁（北・東面）・水屋（南面）、2階に座敷（2間半×2間半=12畳）がある。北・東面の九條池、その奥の東山を借景とする景色が楽しめる様になっていた。
明治時代の東京奠都の後には、当亭と四阿（腰掛待合）建築面積は4.0平方メートルを含む付近の公家屋敷一帯が京都御苑として整備され、九条家の屋敷建物では、唯一現存する建物となった。現在では参観目的で一般公開されているほか、茶会や句会にも利用されている。
アメリカ合衆国の日本庭園・日本建築の隔月刊雑誌「Sukiya Living Magazine （The Journal of Japanese Gardening）」の「しおさいプロジェクト」が選定する日本庭園ランキング「数寄屋生活空間」において、2007年は23位、2008年は38位に選出された。
2021年4月から2022年3月にかけて、約20年ぶりの改修修繕工事が行われた。